# Okres Stará Ľubovňa
Okres Stará Ľubovňa je jedním z okresů Slovenska. Leží v Prešovském kraji, v jeho severní části. Na severu hraničí s Polskem, na jihu s okresy Kežmarok, Sabinov a Bardejov.